# Heinrich Ludwig Ritter
Heinrich Ludwig Ritter war ein deutscher Dramatiker, der 1822 die Bühnenfassung von The Vampyre verfasste, die später die Oper Der Vampyr inspirierte.

### Leben
Heinrich Ludwig Ritter (*ca. 1790–1820er Jahre) war ein deutscher Dramatiker, dessen Werk Der Vampyr oder die Totenbraut (1821) eine bedeutende Rolle in der frühen Rezeption des Vampirmotivs auf der deutschen Bühne spielte. Das Stück basiert auf der Kurzgeschichte The Vampyre (1819) von John Polidori und wurde 1821 erstmals in deutscher Sprache aufgeführt .
Ritters Adaption zeichnete sich durch eine dramatische Umgestaltung der Originalgeschichte aus, wobei er Elemente der französischen Bühnenfassung von Charles Nodier übernahm und mit eigenen Ideen anreicherte. Seine Version führte Lord Ruthven als charismatischen Vampir ein, der in einem düsteren, romantischen Setting agiert .
Die Popularität von Ritters Werk führte zu zwei bedeutenden Opernadaptionen im Jahr 1828:
- Heinrich Marschners Oper Der Vampyr
- Peter Josef von Lindpaintners Oper Der Vampyr

Beide Werke basierten auf Ritters Drama und trugen zur Etablierung des Vampirmotivs im deutschen Musiktheater bei .
Über das Leben von Heinrich Ludwig Ritter ist wenig bekannt. Es gibt keine gesicherten Informationen über Geburts- oder Sterbedaten, und seine biografischen Details bleiben weitgehend im Dunkeln. Sein Werk jedoch hinterließ einen bleibenden Eindruck in der Theater- und Musikgeschichte des 19. Jahrhunderts.

### Filmografie (Auswahl)
Da Heinrich Ludwig Ritter als Dramatiker wirkte, gibt es keine „Filmografie“ im klassischen Sinne. Aber sein Werk inspirierte später einige Opern- und Bühnenadaptionen, die teilweise verfilmt oder musikalisch umgesetzt wurden:
- Der Vampyr oder die Totenbraut (1822, Bühnenfassung von Ritter) – Vorlage für spätere Opern
- Der Vampyr (1828, Oper von Heinrich Marschner, Libretto basierend auf Ritters Stück)
- Der Vampyr (1828, Oper von Peter Josef von Lindpaintner, Libretto basierend auf Ritters Stück)
- Diverse spätere Bühnenadaptionen des Vampyr-Themas in Deutschland, inspiriert von Ritters Drama

### Auszeichnungen
Es gibt keine belegten Auszeichnungen für Heinrich Ludwig Ritter. Sein Einfluss liegt vor allem in der Wirkung seines Dramas Der Vampyr oder die Totenbraut auf die deutsche Bühnen- und Operngeschichte des 19. Jahrhunderts, nicht in offiziellen Preisen oder Ehrungen.